# Zaleski
Zaleski és una població dels Estats Units a l'estat d'Ohio. Segons el cens del 2000 tenia 375 habitants.

## Demografia
Segons el cens del 2000, Zaleski tenia 375 habitants, 148 habitatges, i 111 famílies. La densitat de població era de 301,6 habitants per km².
Dels 148 habitatges en un 31,8% hi vivien nens de menys de 18 anys, en un 55,4% hi vivien parelles casades, en un 12,2% dones solteres, i en un 25% no eren unitats familiars. En el 22,3% dels habitatges hi vivien persones soles l'11,5% de les quals corresponia a persones de 65 anys o més que vivien soles. El nombre mitjà de persones vivint en cada habitatge era de 2,53 i el nombre mitjà de persones que vivien en cada família era de 2,86.
Per edats la població es repartia de la següent manera: un 22,7% tenia menys de 18 anys, un 8,3% entre 18 i 24, un 32,3% entre 25 i 44, un 24,8% de 45 a 60 i un 12% 65 anys o més.
L'edat mediana era de 37 anys. Per cada 100 dones de 18 o més anys hi havia 88,3 homes.
La renda mediana per habitatge era de 29.500 $ i la renda mediana per família de 33.750 $. Els homes tenien una renda mediana de 27.500 $ mentre que les dones 22.083 $. La renda per capita de la població era de 13.443 $. Aproximadament el 9,9% de les famílies i el 16,7% de la població estaven per davall del llindar de pobresa.

## Poblacions més properes
El següent diagrama mostra les poblacions més properes.